# Burcht Hochnaturns
Burcht Hochnaturns (Duits: Burg Hochnaturns, Italiaans: Castel Naturno) is een burcht gelegen in het Zuid-Tiroolse Naturns (Italië), in het dal Vinschgau. 

## Geschiedenis
Hochnaturns wordt voor het eerst vermeld in 1237. De burcht bestond uit een Romaanse toren, die later werd verbouwd volgens de middeleeuwse stijl. In de dertiende eeuw wordt de Oswald-Turm (Oswald Toren) gebouwd, vernoemd naar ridder Oswald van Naturns. In dezelfde periode wordt ook een tweede, kleinere toren, bij de burcht gebouwd. Deze werd de Kleiner Turm (Kleine Toren) genoemd.
De burcht was eigendom van de heren van Naturns, vazallen van de graven van Tirol. In de loop der tijd komt de burcht in handen van verschillende families, waaronder de familie Starkenburg, de familie Maretsch en de familie Völs.
Na een grote brand wordt Hochnaturns gerenoveerd door Abundus von Tschötsch, die tevens een kamer bouwt met daarin portretten van prominenten van de protestantse kerk: Luther, Calvijn en Zwingli. Volgens de legende stierf Von Tschötsch door een jachtongeval en werd herboren als zwarte hond, veroordeeld om eeuwig op aarde te blijven dolen. Dit als straf voor het verlaten van het katholieke geloof.
In de zestiende eeuw wordt de burcht uitgebreid met nieuwe kamers, plafonds en marmeren portalen en kozijnen. 
Na lang vervallen te zijn, wordt de burcht in 1895 gerenoveerd door Franz Ritter von Goldegg.
In 1952 wordt Burcht Hochnaturns gekocht door mevrouw Mastropaolo-Schguanin, die de burcht renoveert en het verbouwd tot hotel. Bij deze verbouwing gingen veel oorspronkelijke delen van Hochnaturns verloren.

### Heden
Vandaag de dag is Burcht Hochnaturns privé-eigendom en is niet te bezichtigen.

## Trivia
- Burcht Hochnaturns is naamgever aan de nabij liggende stad Naturns.